# Barbie: Tündérmese a divatról
A Barbie: Tündérmese a divatról (eredeti cím: Barbie: A Fashion Fairytale) egész estés amerikai 3D-s számítógépes animációs film, amelyet William Lau rendezett. A forgatókönyvet Elise Allen írta, a producere Shawn McCorkindale.
Amerikában 2010. október 28-án adták ki DVD-n.

## Szereplők
| Szereplő             | Eredeti hang        | Magyar hang  | Leírás |
| -------------------- | ------------------- | ------------ | ------ |
| Barbie               | Diana Kaarina       | Csondor Kata |        |
| Ken                  | Adrian Petriw       | ?            |        |
| Marie-Alicia 'Alice' | Tabitha St. Germain | ?            |        |
| Millicent nagynéni   | Patricia Drake      | ?            |        |
| Jacqueline           | Alexa Devine        | ?            |        |